# 巴勒斯坦民族倡议
巴勒斯坦民族倡议（羅馬化：al-Mubādara al-Waṭaniyya al-Filasṭīniyya）是巴勒斯坦的一个左翼政党，由穆斯塔法·巴尔古提领导。该党是进步联盟的参加者和社会党国际的咨询党。
2002年6月17日，该党在约旦河西岸拉姆安拉成立，创始人包括海达尔·阿卜杜勒-沙菲、穆斯塔法·巴尔古提和易卜拉欣·达卡克。该党自称是巴勒斯坦政治中的“民主第三力量”，反对法塔赫（其认为法塔赫腐败且不民主）和哈马斯（其认为哈马斯是极端的伊斯兰原教旨主义组织）之间的二元对立。